# Metodistkyrkans teologiska seminarium
Metodistkyrkans teologiska seminarium var Metodistkyrkans utbildning för blivande pastorer på fyra år och för andra teologiintresserade. Skolan grundades först som en predikantskola i Örebro år 1874, flyttades ett par år senare till Stockholm och sedan till Uppsala år 1883. Från mitten av 1890-talet blev den känd under namnet Metodistkyrkans teologiska skola eller bara Teologiska skolan. År 1924 flyttas skolan återigen, från Uppsala till Överås. Motiveringen bakom denna flytt var rädslan för den så kallade Uppsalateologin, speciellt från norskt håll - i och med att skolan ombildats från en svensk till en skandinavisk angelägenhet. Sedermera gick skolan under namnet Metodistkyrkans teologiska seminarium. År 2007 lades skolan ner för att gå in i Teologiska högskolan Stockholm, vilken var en sammanslagning av tidigare Betelseminariet (Svenska baptistsamfundet) och Teologiska seminariet (Svenska Missionskyrkan). År 2011 gick dessutom samtliga dessa tre samfund ihop för att bilda det samfund som blev Equmeniakyrkan.